# Guaraná
Guaraná (Paullinia cupana) is het nootachtig zaadje van een klimplant die groeit in het Amazonebekken in Brazilië, net ten zuiden van de evenaar. Guaraná wordt er sinds eeuwen door de inheemse bevolking gebruikt als natuurlijk 'energiesupplement'. Tegenwoordig wordt het in Brazilië veel gebruikt voor frisdrank; meer dan 25% van de frisdranken die in Brazilië verkocht worden, bevat Guaraná als hoofdingrediënt.
De bes bevat hoge concentraties aan cafeïne, veel hoger dan in koffiebonen en theebladeren gevonden wordt. In de Verenigde Staten is guaraná toegestaan als voedingssupplement met smaakverhogende werking. Het heeft geen zogenaamde GRAS-status (Generally Regarded As Safe). Net als met andere cafeïnehoudende producten moeten mensen met hartproblemen of hoge bloeddruk oppassen wanneer ze grote hoeveelheden guaraná nuttigen.
Guaraná wordt gebruikt als middel om prestaties te verbeteren, zowel geestelijk als fysiek. Er wordt ook wel gezegd dat guaraná na een vermoeiende training het lichaam helpt te zuiveren van melkzuur en op die manier voor meer "energie" zorgt. Guaraná is echter ook een vochtuitdrijvend middel.
Een eventueel neveneffect van guaraná is, dat wanneer het middel uitgewerkt is, men zich vermoeid voelt.
Het gebruik van guaraná in combinatie met bepaalde bloedverdunners (coumarine-derivaten) kan leiden tot levensgevaarlijke bloedingen, omdat guaraná de werking van deze anticoagulantia versterkt.

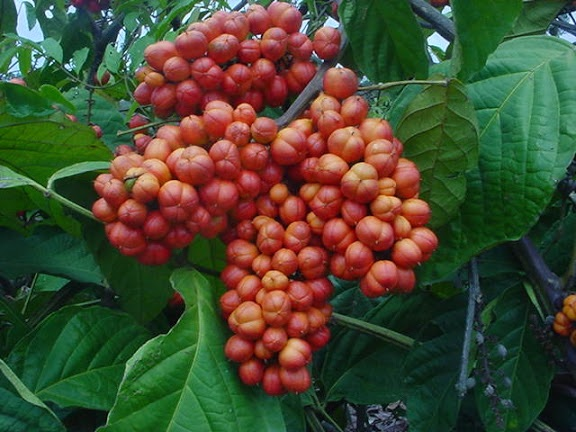
Vrucht
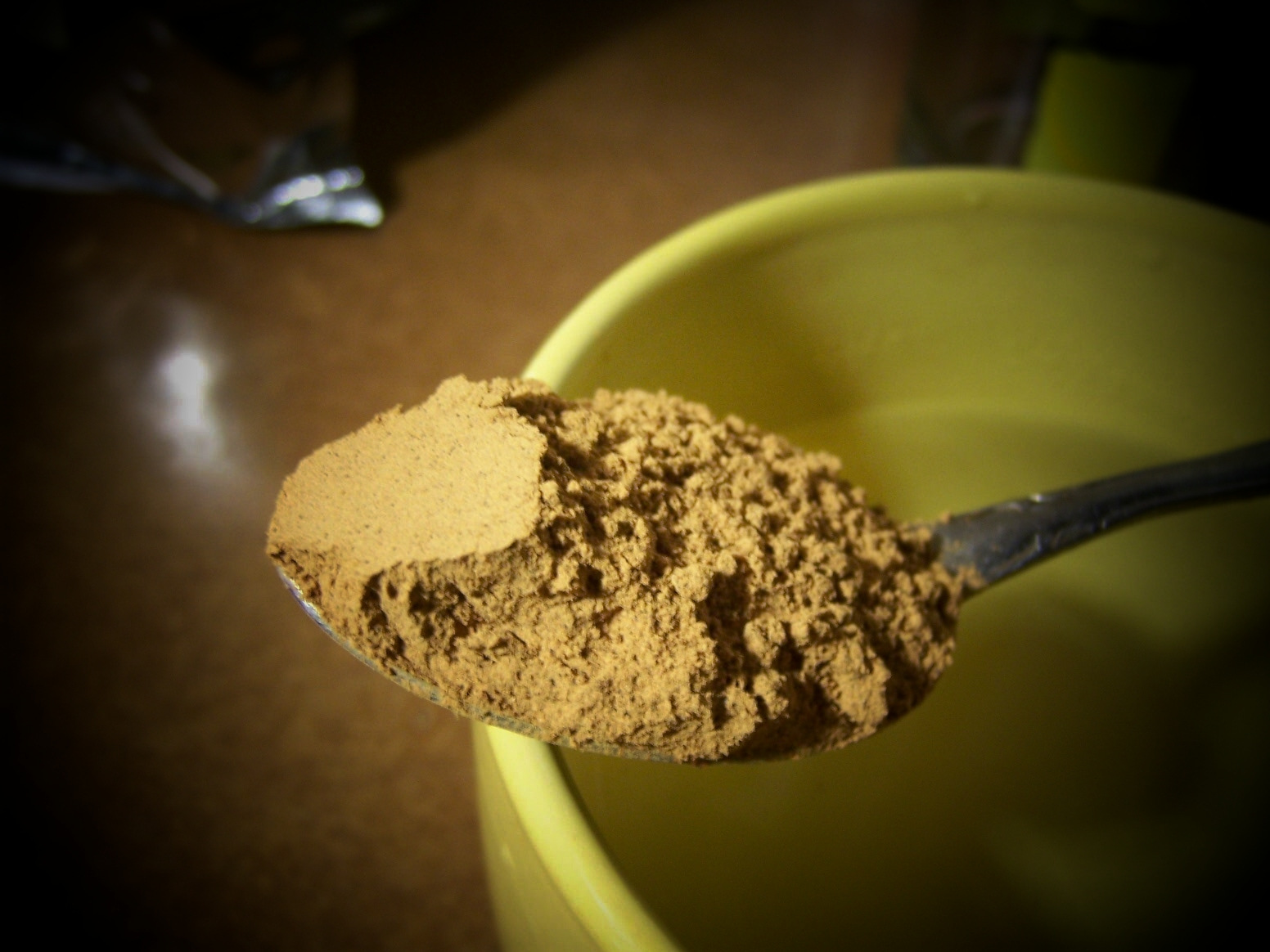
Guaranapoeder
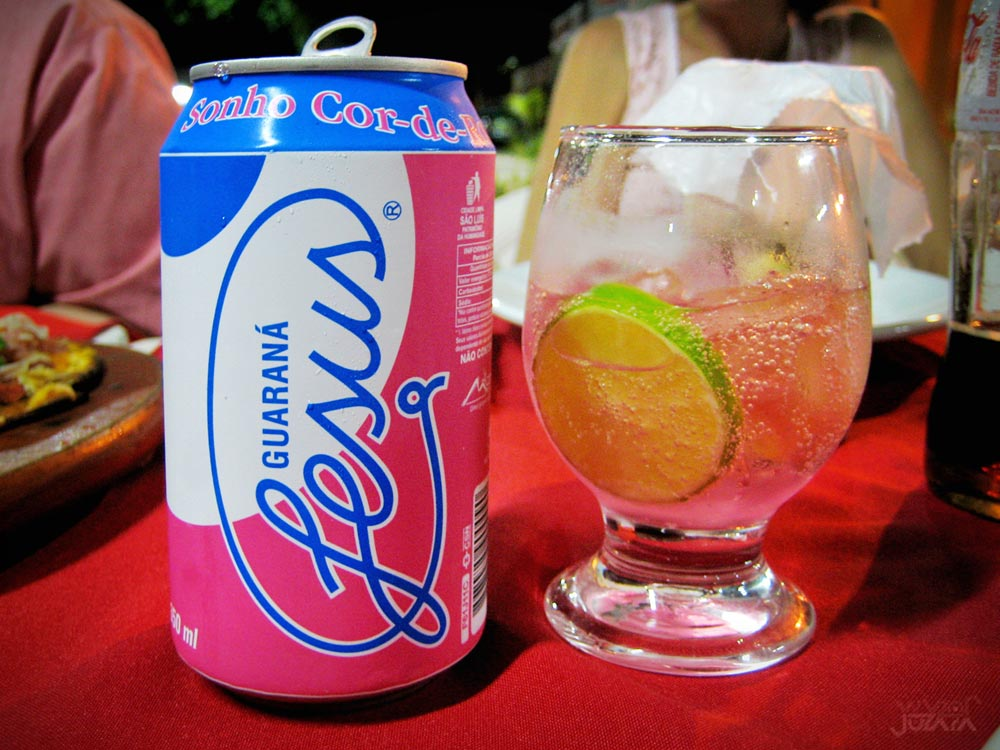
Frisdrank met guaraná